# Harpokrates (griechisch-römische Zeit)
Harpokrates ist die griechische Bezeichnung eines hellenisierten Horus-Kindgottes. Er ist mit der seit der dritten Zwischenzeit belegten Gottheit Hor-pa-chered identisch. Mit Serapis und Isis bildete Harpokrates eine Göttertriade und wurde insbesondere in der Region Alexandria verehrt.

## Früherer Gattungsname „Harpokrates“
Der Begriff Harpokrates bezeichnete als griechische Entsprechung das altägyptische Horuskind. Plutarch (ca. 45 bis ca. 125 n. Chr.) prägte zunächst die Beschreibungen von Harpokrates. Danach war Harpokrates durch seine postume Geburt an den Beinen behindert und galt als „Herr des Schweigens“, da Plutarch die Darstellung des am Mund befindlichen Fingers (Zeichen für Kindlichkeit) fehlinterpretierte. Andere antike griechische und römische Autoren deuteten die ikonografischen Attribute ebenfalls in ähnlicher Weise. In den Jahren 1881 bis 1884 veröffentlichte Ridolfo di Lanzone das mehrbändige Werk Dizionario, in welchem er Harpokrates als Sammelbegriff für sieben verschiedene Horus-Kindgötter verwendete. Rückblickend war Lanzones Analyse des zugehörigen Reliefs aus Armant fehlerhaft, da zwischenzeitlich belegt werden konnte, dass es sich um sieben eigenständige Kindgottheiten handelt.
Die Ansichten von Lanzone fanden 1913 Eingang in Paulys Realencyclopädie der classischen Altertumswissenschaft, wobei Harpokrates dort die Personifikation des „idealen Kindes“ war. Hans Bonnet definierte 1952 unter „Harpokrates“ alle jugendlichen Götter mit dem Namensbestandteil „Horus“. Die in der Vergangenheit für Kindgötter öfter bis in das Alte Reich zurückreichende Sammelbezeichnung „Harpokrates“ führte das Lexikon der Ägyptologie 1975 ein, ohne jedoch die Tempelbelege zu berücksichtigen. Aufgrund einer neuen Studie von 1988 wurde der Begriff „Harpokrates“ im weiteren Verlauf bis zum Jahr 2002 geändert. Nun galten alle ägyptischen Kindgötter der Spätzeit und griechisch-römischen Zeit als „Harpokrates“. Andere Ägyptologen gingen wie Hellmut Brunner noch einen Schritt weiter, der im Lexikon der Ägyptologie alle Gottheiten unter dem Gattungsnamen „Harpokrates“ aufführte, „die als Kindgottheit vor- und dargestellt werden“.
Nach einer eingehenden Studie im Jahr 2006 und den damit verbundenen Untersuchungen aller verfügbaren altägyptischen Quellen kann der Gattungsname „Harpokrates“ nicht mehr als Nachweis für die frühe Existenz eines „ursprünglichen Harpokrates“ oder für eine übereinstimmende Genealogie herangezogen werden, da es sich bei den Horus-Kindgöttern nicht um lokale „Harpokrates-Formen“ handelte, sondern jeder Horus-Kindgott als eigenständige Gottheit angesehen und verehrt wurde.

## Belege
Der „ptolemäische Harpokrates“ ist erstmals in der griechisch-römischen Zeit im Jahr 243 v. Chr. in einer Weihinschrift des Isis-Heiligtums in Philae belegt, die Ptolemaios III. und seine Familie anbringen ließ. In der ptolemäischen Erscheinungsform ist Harpokrates im Verhältnis zu dem altägyptischen Hor-pa-chered relativ selten belegt. In Ägypten wird Harpokrates nur in sieben Quellen während der Ptolemäerzeit genannt; bis zum vierten Jahrhundert n. Chr. in sieben weiteren Erwähnungen während der römischen Kaiserzeit. Außerhalb Ägyptens wurde ihm eine geringere Bedeutung als Anubis zugemessen.
Durch Herodots und Manethos Überlieferungen ist die Tradition bekannt, dass bekannten altägyptischen Gottheiten eine Gottheit der griechischen Mythologie gleichgesetzt wurde. Für Harpokrates konnte dagegen kein griechisches Pendant nachgewiesen werden.